# Маймансингх (область)
Маймансингх (бенг. ময়মনসিংহ বিভাগ) — одна из восьми областей Бангладеш. Расположена на севере страны. Образована в 2015 году из северной части области Дакка. Административный центр области — город Маймансингх.

## История
Округ Маймансингх был образован властями британской Индии в 1787 году. Позже из частей его территории поэтапно были образованы пять новых округов — Джамалпур, Кишоргандж, Нетрокона, Тангайл и Шерпур.
В январе 2015 года премьер-министр Бангладеш Шейх Хасина объявила о намерении создания новой области. Изначально предполагалось, что в её состав войдут все шесть округов региона Большой Маймансингх. Однако, в то время как четыре округа одобрили создание нового региона, жители округов Кишоргандж и Тангайл выразили желание остаться в составе области Дакка. 14 сентября 2015 года было официально объявлено о создании области Маймансингх, состоящей из четырёх округов.

## Административно-территориальное деление
| Округ       | Административный центр | Площадь, км² | Население, чел. (1991, перепись) | Население, чел. (2001, перепись) | Население, чел. (2011, перепись) |
| ----------- | ---------------------- | ------------ | -------------------------------- | -------------------------------- | -------------------------------- |
| Джамалпур   | Джамалпур              | 2115,16      | 1 874 440                        | 2 107 209                        | 2 292 674                        |
| Маймансингх | Маймансингх            | 4394,57      | 3 957 182                        | 4 489 726                        | 5 110 272                        |
| Нетрокона   | Нетрокона              | 2794,28      | 1 730 935                        | 1 988 188                        | 2 229 642                        |
| Шерпур      | Шерпур                 | 1364,67      | 1 138 629                        | 1 279 542                        | 1 358 325                        |
| Всего       | Маймансингх            | 10 584,06    | 8 701 186                        | 9 864 665                        | 11 370 000                       |